# NGC 3
NGC 3 es una galaxia lenticular en la constelación de Piscis.
Fue descubierta el 29 de noviembre de 1864 por Albert Marth (la misma noche que NGC 4) utilizando un telescopio reflector de 48 pulgadas
, el segundo más potente de la época, después del Leviatán de Lord Rosse, de 72 pulgadas